# Vrbanja (Chorwacja)
Vrbanja – wieś w Chorwacji, w żupanii vukowarsko-srijemskiej, w gminie Vrbanja. W 2011 roku liczyła 2203 mieszkańców.